# Tour de Pekín 2013
La 3ª edición del Tour de Pekín se disputó entre el 11 y el 15 de octubre de 2013, y contó con un recorrido de 760 km distribuidos en cinco etapas, con inicio en el distrito de Shunyi y final en la plaza del estadio Nido de pájaro Bird’s Nest Piazza.
Fue la última carrera del UCI WorldTour 2013.
El ganador final fue Beñat Intxausti tras hacerse con la etapa reina consiguiendo una ventaja suficiente como para alzarse con la victoria. Le acompañaron en el podio Daniel Martin y David López, respectivamente, 
coincidiendo con los tres primeros puestos de dicha etapa reina.
En las clasificaciones secundarias se impusieron Nacer Bouhanni (puntos), Damiano Caruso (montaña) Romain Bardet (jóvenes) y BMC Racing (equipos).

## Equipos participantes
Participaron los 19 equipos de categoría UCI ProTeam (al ser obligatoria su participación); más el chino de categoría Profesional Continental invitado por la organización (Champion System). Formando así con un pelotón de 157 ciclistas, con 8 corredores cada equipo (excepto el Katusha que salió con 7) de los que acabaron 138. Los equipos participantes fueron:
| Equipo                           | Cód. UCI | Categoría               | Jefe de filas     |
| -------------------------------- | -------- | ----------------------- | ----------------- |
| Omega Pharma-Quick Step          | OPQ      | UCI ProTeam             | Tony Martin       |
| Ag2r La Mondiale                 | ALM      | UCI ProTeam             | Christophe Riblon |
| Astana Pro Team                  | AST      | UCI ProTeam             | Janez Brajkovič   |
| Belkin-Pro Cycling Team          | BEL      | UCI ProTeam             | Robert Gesink     |
| BMC Racing Team                  | BMC      | UCI ProTeam             | Thor Hushovd      |
| Cannondale Pro Cycling           | CAN      | UCI ProTeam             | Ivan Basso        |
| Euskaltel Euskadi                | EUS      | UCI ProTeam             | Mikel Landa       |
| FDJ.fr                           | FDJ      | UCI ProTeam             | Nacer Bouhanni    |
| Garmin Sharp                     | GRS      | UCI ProTeam             | Daniel Martin     |
| Katusha                          | KAT      | UCI ProTeam             | Dmitry Kozontchuk |
| Lampre-Merida                    | LAM      | UCI ProTeam             | Roberto Ferrari   |
| Lotto Belisol                    | LTB      | UCI ProTeam             | Adam Hansen       |
| Movistar Team                    | MOV      | UCI ProTeam             | Rui Costa         |
| Orica GreenEDGE                  | OGE      | UCI ProTeam             | Michael Matthews  |
| RadioShack Leopard               | RNT      | UCI ProTeam             | Jan Bakelants     |
| Sky Procycling                   | SKY      | UCI ProTeam             | Richie Porte      |
| Team Argos-Shimano               | ARG      | UCI ProTeam             | Luka Mezgec       |
| Team Saxo-Tinkoff                | TST      | UCI ProTeam             | Michael Rogers    |
| Vacansoleil-DCM Pro Cycling Team | VCD      | UCI ProTeam             | Thomas de Gendt   |
| Champion System Pro Cycling Team | CSS      | Profesional Continental | Chris Butler      |

Como dato curioso de esta carrera,  tras esta desaparecerán el equipo español Euskaltel Euskadi y el holandés Vacansoleil-DCM Pro Cycling Team.
También será la última carrera, para corredores como Marco Pinotti y el argentino nacionalizado español Juan Antonio Flecha.

## Etapas
| Etapa | Fecha         | Recorrido                              | km    | Ganador         | Líder           |
| ----- | ------------- | -------------------------------------- | ----- | --------------- | --------------- |
| 1ª    | 11 de octubre | Shunyi-Huairou Studio City             | 190,5 | Thor Hushovd    | Thor Hushovd    |
| 2ª    | 12 de octubre | Huairou Studio City-Yanqing            | 126   | Nacer Bouhanni  | Nacer Bouhanni  |
| 3ª    | 13 de octubre | Yanqing-Qiandiajian                    | 176   | Nacer Bouhanni  | Nacer Bouhanni  |
| 4ª    | 14 de octubre | Yanqing-Mentougou Miaofeng Mountain    | 150,5 | Beñat Intxausti | Beñat Intxausti |
| 5ª    | 15 de octubre | Plaza de Tian'anmen-Bird’s Nest Piazza | 117   | Luka Mezgec     | Beñat Intxausti |

## Clasificaciones provisionales

### Clasificación general
| Posición | Ciclista        | Equipo                  | Tiempo           |
| -------- | --------------- | ----------------------- | ---------------- |
|          | Beñat Intxausti | Movistar                | 19 h 35 min 46 s |
| 2        | Daniel Martin   | Garmin Sharp            | a 10 s           |
| 3        | David López     | Sky                     | a 13 s           |
| 4        | Rui Costa       | Movistar                | a 18 s           |
| 5        | Romain Bardet   | Ag2r La Mondiale        | a 24 s           |
| 6        | Tony Martin     | Omega Pharma-Quick Step | m.t.             |
| 7        | Jan Bakelants   | RadioShack Leopard      | a 26 s           |
| 8        | Robert Gesink   | Belkin                  | m.t.             |
| 9        | Ivan Basso      | Cannondale              | m.t.             |
| 10       | Garikoitz Bravo | Euskaltel Euskadi       | a 31 s           |

### Clasificación de los puntos
| Posición | Ciclista            | Equipo                  | Puntos |
| -------- | ------------------- | ----------------------- | ------ |
|          | Nacer Bouhanni      | FDJ.fr                  | 52     |
| 2        | Luka Mezgec         | Argos-Shimano           | 36     |
| 3        | Matti Breschel      | Saxo-Tinkoff            | 33     |
| 4        | Alessandro Petacchi | Omega Pharma-Quick Step | 33     |
| 5        | Roberto Ferrari     | Lampre-Merida           | 31     |

### Clasificación de la montaña
| Posición | Ciclista            | Equipo          | Puntos |
| -------- | ------------------- | --------------- | ------ |
|          | Damiano Caruso      | Cannondale      | 49     |
| 2        | Wesley Sulzberger   | Orica GreenEDGE | 35     |
| 3        | José Iván Gutiérrez | Movistar        | 18     |
| 4        | Chad Beyer          | Champion System | 17     |
| 5        | Olivier Kaisen      | Lotto Belisol   | 16     |

### Clasificación de los jóvenes
| Posición | Ciclista        | Equipo            | Tiempo           |
| -------- | --------------- | ----------------- | ---------------- |
|          | Romain Bardet   | Ag2r La Mondiale  | 19 h 36 min 10 s |
| 2        | Garikoitz Bravo | Euskaltel Euskadi | a 7 s            |
| 3        | Carlos Betancur | Ag2r La Mondiale  | m.t.             |
| 4        | Jan Polanc      | Lampre-Merida     | a 17 s           |
| 5        | Dominik Nerz    | BMC Racing        | m.t.             |

### Clasificación por equipos
| Posición | Equipo             | Tiempo           |
| -------- | ------------------ | ---------------- |
|          | BMC Racing         | 58 h 49 min 11 s |
| 2        | Movistar           | a 4 s            |
| 3        | Ag2r La Mondiale   | a 18 s           |
| 4        | RadioShack Leopard | a 29 s           |
| 5        | Sky                | a 54 s           |

## Evolución de las clasificaciones
| Etapa (Vencedor)           | Clasificación general | Clasificación por puntos | Clasificación de la montaña | Clasificación de los jóvenes | Clasificación por equipos |
| -------------------------- | --------------------- | ------------------------ | --------------------------- | ---------------------------- | ------------------------- |
| 1ª etapa (Thor Hushovd)    | Thor Hushovd          | Thor Hushovd             | no se entregó               | Willem Wauters               | Katusha                   |
| 2ª etapa (Nacer Bouhanni)  | Nacer Bouhanni        | Nacer Bouhanni           | Thomas De Gendt             | Nacer Bouhanni               | Katusha                   |
| 3ª etapa (Nacer Bouhanni)  | Nacer Bouhanni        | Nacer Bouhanni           | Damiano Caruso              | Nacer Bouhanni               | BMC Racing                |
| 4ª etapa (Beñat Intxausti) | Beñat Intxausti       | Nacer Bouhanni           | Damiano Caruso              | Romain Bardet                | Movistar                  |
| 5ª etapa (Luka Mezgec)     | Beñat Intxausti       | Nacer Bouhanni           | Damiano Caruso              | Romain Bardet                | BMC Racing                |
| Final                      | Beñat Intxausti       | Nacer Bouhanni           | Damiano Caruso              | Romain Bardet                | BMC Racing                |